# Veauville-lès-Baons
Veauville-lès-Baons település Franciaországban, Seine-Maritime megyében. Lakosainak száma 714 fő (2018. január 1.). Veauville-lès-Baons Autretot, Baons-le-Comte, Ectot-lès-Baons, Étoutteville és Hautot-Saint-Sulpice községekkel határos.

## Népesség
A település népessége az elmúlt években az alábbi módon változott:
| Lakosok száma | 767  | 738  | 741  | 717  | 714  |
|               | 2013 | 2015 | 2016 | 2017 | 2018 |